# Elaeagnus yoshinoi
Elaeagnus yoshinoi là một loài thực vật có hoa trong họ Elaeagnaceae. Loài này được Makino mô tả khoa học đầu tiên năm 1902.